# اندیس دنو ۲
دنو ۲ یک اندیس فلزی است که در حوالی شهر باشتین استان خراسان قرار دارد و مادهٔ معدنی موجود در آن، کرومیت است.  